# Označevalec
Označevalec (tudi signifikant) je v strukturalistični lingvistiki in semiotiki (fonetični) izrazni del jezikovnega znaka (jezikovnega) znaka.
Termin je vpeljal Ferdinand de Saussure.